# 목포덕인고등학교
목포덕인고등학교(木浦德仁高等學校)는 대한민국 전라남도 목포시 죽교동에 있는 사립 고등학교이다.

## 학교 연혁
- 1948년 10월 10일 : 학교법인 덕인학원 설립
- 1948년 10월 10일 : 덕인학원 창립 개교
- 1963년 12월 10일 : 목포덕인실업고등학교 설립인가
- 1964년 3월 1일 : 목포덕인고등학교 개교
- 1964년 3월 1일 : 초대 교장(설립자) 이복주 장로 취임
- 1971년 2월 22일 : 목포덕인종합고등학교로 교명 개칭
- 1973년 10월 1일 : 목포덕인고등학교로 교명 개칭
- 2006년 1월 1일 : 덕인학숙 완공
- 2010년 6월 24일 : 교사개축
- 2011년 1월 1일 : 교육과학기술부 교육과정자율형 창의경영학교
- 2012년 1월 1일 : 교육과학기술부 창의, 인성 모델학교
- 2012년 3월 1일 : 교육과학기술부 선진형 수학교과교실학교(2012~2014)
- 2019년 1월 1일 : 고교학점제 선도학교(전라남도교육청, 2019~2021)
- 2023년 3월 1일 : 제18대 교장 문승지 취임
- 2024년 1월 1일 : 특성화교육 자율학교 지정(전라남도교육청, 2020~2026)
- 2025년 2월 5일 : 제59회 졸업식 (총 졸업생 수 20,554명)
- 2025년 3월 1일 : 선진형 교과교실제 운영학교(2014~)

## 참고 자료
- 목포덕인고등학교 - 한국교육학술정보원 학교알리미